# روجيريو بيلو
جوزيه روجيريو أنتونيس إستيفان جونيور (مواليد 3 مارس 1980 في كوريتيبا، البرازيل) والمعروف باسم روجيريو بيلو، هو لاعب كرة قدم برازيلي يلعب في مركز المهاجم.

## وصلات خارجية
- روجيريو بيلو  على سكروي
- m.elgrafico.com على موقع واي باك مشين (نسخة محفوظة 24 مارس 2012)